# Monastiraki (Ierapetra)
Monastiraki (griechisch Μοναστηράκι (n. sg.)) ist der Name eines Dorfes der Ortsgemeinschaft Pachia Ammos, in der Gemeinde Ierapetra, im Osten der griechischen Insel Kreta. 

## Lage
Der Ort liegt 1 km östlich der Landstraße von Pachia Ammos und Ierapetra von Pachia Ammos etwa 5 und von Ierapetra circa 10 km entfernt. Nach Kato Chorio im Süden sind es 6 km. 600 Meter nordöstlich des Dorfes liegt Chalasmenos, eine Siedlung aus minoischer Zeit und 900 Meter nordöstlich befindet sich die Schlucht von Cha.

## Ort
Der Ort, der früher Monastiri (Μοναστήρι (n. sg.) = Kloster) lautete, wurde wahrscheinlich auf dem Gebiet des Klosters des heiligen Konstantin und der Helena erbaut, von dem noch Mauerreste bei der byzantinischen Kirche Agios Stefanos vorhanden sind. Die ersten Gebäude waren Wohnhäuser der Mönche. Im Ort gibt es daneben noch die Pfarrkirche des Agios Georgios.